# Whalebone
Whalebone (anteriormente titulado simplemente Savoy) es el quinto álbum de estudio de la banda Savoy, lanzado en Noruega el 30 de agosto de 2004.
El álbum incluye la canción "Whalebone" que fue lanzada como el primer sencillo promocional del álbum y utilizada en la película Hawaii, Oslo.
Tuvo una edición limitada de 2 discos presentada en formato digipak que incluye el álbum en CD y un DVD con el video musical de la canción "Isopote" dirigido por Jason Brandenberg. El 22 de noviembre de 2024 fue reeditado internacionalmente para plataformas digitales y en vinilo el 29 de agosto de 2025 cambiando el arte original de la portada por una imagen del video musical de "Isopote" y rebautizando el álbum con el título de la cuarta canción, según Waaktaar-Savoy, para hacerlo más fácil ya que desde siempre se han referido a este trabajo como "Whalebone."

## Listado de canciones
Todas las canciones escritas y compuestas por Paul y Lauren Waaktaar-Savoy. 
| CD    |                             |          |  |
| N.º   | Título                      | Duración |  |
| 1.    | «Empty of Feeling»          | 3:28     |  |
| 2.    | «Girl One»                  | 3:39     |  |
| 3.    | «Bovine»                    | 3:36     |  |
| 4.    | «Whalebone»                 | 4:27     |  |
| 5.    | «Shopping Spree»            | 4:12     |  |
| 6.    | «Melanie Lied to Me»        | 4:37     |  |
| 7.    | «Watertowers»               | 1:39     |  |
| 8.    | «Is My Confidence Reeling?» | 4:46     |  |
| 9.    | «Rain on Your Parade»       | 4:41     |  |
| 10.   | «Cyna»                      | 3:10     |  |
| 11.   | «The Breakers»              | 3:38     |  |
| 12.   | «Isotope»                   | 4:55     |  |
| 46:48 |                             |          |  |

| DVD (edición limitada, 2004) |                           |                   |          |  |
| N.º                          | Título                    | Director          | Duración |  |
| 1.                           | «Isotope» (vídeo musical) | Jason Brandenberg | 4:58     |  |

## Realización
- Vocalista, guitarras, teclados y percusión:' Paul Waaktaar-Savoy.
- Vocales y guitarra: Lauren Waaktaar-Savoy.
- Batería y coros: Frode Unneland.

Músicos invitados:
- Jimmy Gnecco: vocales (pistas 5 y 11)
- Geir Sundstøl: pedal steel (pista 4 y 9)
- Sølvguttene Boys Choir: vocales (pista 5)
- Jørun Bøgeberg: bajo (pistas 5, 6 y 11)
- Hågen Rørmark: armónica (pista 8)
- Robert Burås: guitarra (pista 9)
- Per Lindvall: batería (pista 11)
- James y Timothy Roven: arreglos (pista 11)

## Producción
- Todos los temas escritos y compuestos por Waaktaar-Savoy.

- Producido por: Savoy, excepto pistas 1, 4, 5 y 9 producidas por Savoy y Frode Jacobsen.

- Discográfica: Eleventeen Records.

- Datos: Q3951165